# هرج
هرج، روستایی باستانی(قدیمی ترین روستای ایران) از توابع بخش اسیر شهرستان مهر در استان فارس ایران است.

## مکان های تاریخی و جاذبه های گردشگری
- تخته پرس( مربوط به دوره ساسانیان )
- امام زاده شاه ابوالخیر
- تل پیر قدیی ترین اثر موجود در ایران که مربوط به هفت هزار سال پیش است

## جمعیت
این روستا در دهستان اسیر قرار دارد و براساس سرشماری مرکز آمار ایران در سال ۱۳۸۵، جمعیت آن  648
نفر (115خانوار) بوده‌است.